# Аномопорія атласна
Аномопорія атласна (Anomoporia bombycina) — вид базидіомікотових грибів родини фомітопсисових (Fomitopsidaceae).

## Поширення
Вид спорадично поширений у хвойних лісах Європи та Північної Америки. В Україні трапляється в Карпатах.

## Опис
Плодове тіло розпростерте, тонке, плівчасте, легко відривається від субстрату. Виростає, зазвичай, до 3-10 см діаметром, але за сприятливих умов може сягати і 30 см. Забарвлення білувате, згодом жовтіє, при висиханні стає сіро-коричневим. Гіменофор спочатку сітчастий, пізніше трубчастий, того ж кольору, що й плодове тіло. Спори безбарвні, еліпсоїдні, розміром 5,5-7 х 3,5-5 мкм.

## Екологія
Росте на мертвій та сухостійній деревині (стовбурах, гілках, пеньках). Найчастіше трапляється на соснах та ялинах, рідше на буках та березах.